# نمودار چندک-چندک

یک نمودار چندک-چندک معمولی از داده تصادفی، مستقل، استاندارد و نمایی. این نمودار چندک-چندک نمونه‌ای از داده را بر روی محور عمودی با یک جامعه اماری روی محور افقی، مقایسه می‌کند. نقاط الگویی غیر خطی فراهم می‌کنند، و این نشان می‌دهد که داده به شکل استاندارد معمولی توزیع نیافته‌اند. انحراف خط و نقاط نشان می‌دهد که میانگین داده صفر نیست. میانه داده نیز تقریباً ۰٫۷ می‌باشد.

یک نمودار چندک-چندک معمولی که داده معمولی استاندارد تصادفی مستقل را روی وحور عمودی و جامعه استاندارد معمولی را روی محور افقی مقایسه می‌کند. خطی‌بودن نقاط نشان می‌دهند که داده به صورت معمولی توزیع یافته‌است.

یک نمودار چندک-چندک از نمونه‌ای از داده در مقابل توزیع وایبول. دهک‌های توزیع با رنگ آبی نشان‌داده شده‌اند. در انتهای بالای گستره، سه نقطه پرت مشاهده می‌شودو به جز آن، داده به خوبی با مدل وایبول وفق یافته‌است.

یک نمودار چندک-چندک که توزیع حداکثر دمای روزانه را در ۲۵ ایستگاه ایالت اوهایو در ایالات متحده در ماه‌های مارس و ژوئیه مقایسه می‌کند. الگوی منحنی نشان می‌دهد که چندک‌های میانی بیشتر به ژوئیه نزدیکند تا مارس، و توزیع ژوئیه در مقایسه با توزیع مارس، به سمت چپ چولیده شده‌است. این داده، بازه سال‌های ۱۸۹۳ تا ۲۰۰۱ را پوشش می‌دهد.

در آمار، یک نمودار چندک-چندک یا نمودار کیو-کیو (به انگلیسی: Q-Q plot، مخفف quantile-quantile plot) یک نمودار احتمال است که روشی نموداری برای مقایسه دو توزیع احتمال با استفاده از رسم دو چندک در مقابل یک‌دیگر می‌باشد. ابتدا مجموعه‌ای از بازه‌ها برای چندک‌ها انتخاب می‌شود. نقطه (x,y) بر روی نمودار، به یکی از چندک‌های توزیع دوم (مختصات y) مربوط می‌شود که در مقابل چندک مشابه از توزیع اول (مختصات x) رسم می‌شود. در نتیجه این خط، یک منحنی پارامتری می‌باشد که پارامتر آن اعداد بازه چندک است.
اگر دو توزیع مقایسه شده مشابه باشند، نقاط روی نمودار چندک-چندک تقریباً روی خط y=x قرار خواهند گرفت. اگر توزیع‌ها رابطه خطی داشته باشند، نقاط نمودار، تقریباً روی یک خط راست قرار می‌گیرند، ولی این خط الزاماً خط y=x نمی‌باشد. می‌توان از این نمودارها به عنوان ابزاری گرافیکی برای تخمین پارامترهای داخل یک خانواده موقعیت-مقیاس یک توزیع استفاده کرد.
از نمودار چندک-چندک برای مقایسه اشکال توزیع‌ها، فراهم‌کردن یک دید گرافیکی از شباهت یا تفاوت ویژگی‌هایی مانند شاخص مرکزی، شاخص‌های پراکنده؛ و چولگی در دو توزیع استفاده می‌شود. می‌توان نمودارهای چندک-چندک را در مقایسه مجموعه‌هایی از داده، یا توزیع نظری به کار برد. می‌توان استفاده از دو نمودار چندک-چندک برای مقایسه دو نمونه داده را به چشم یک روش ناپارامتری برای مقایسه توزیع اساسی آن‌ها در نظر گرفت. یک نمودار چندک-چندک در مقایسه با روش رایج قیاس بافت‌نگار دو نمونه، روشی بسیار قدرتمندانه‌تر برای انجام این کار است، اما توانایی تفسیر بیشتری را طلب می‌کند. نمودارهای چندک-چندک به‌طور رایج برای مقایسه مجموعه‌ای از داده‌ها برای یک مدل تئوری استفاده می‌شوند. این نمودار می‌تواند امکان ارزیابی «برازش»، که نموداری است، را به‌جای کاهش به یک خلاصه آماری فراهم کند. از نمودارهای چندک-چندک همچنین برای مقایسه دو توزیع نظری استفاده می‌شود. , از آن‌جا که این نمودارها توزیع را مقایسه می‌کنند، نیازی به مشاهده ارزش‌ها به صورت جفت‌جفت وجود ندارد، زیرا در نمودار نقطه‌ای یا حتی برای تعدادی از ارقام در دو گروه، برای برابر بودن مقایسه می‌شوند.
واژه «نمودار احتمال» گاهی به‌طور مخصوص به نمودار چندک-چندک، گاهی به طبقه‌ای عمومی‌تر از نمودارها و گاهی نیز به نمودار کم کاربرد P-P اشاره دارد. ضریب همبستگی نمودار احتمال مقداری است که از ایده نمودارهای چندک-چندک به دست آمده‌است، و توافق یک توزیع ثابت را با داده مشاهده شده اندازه‌گیری می‌کند و گاهی به عنوان ابزاری برای تناسب یک توزیع به داده به کار می‌رود.